# Bukovica pri Vodicah
Bukovica pri Vodicah je naselje v Občini Vodice.